# Turdus assimilis
Turdus assimilis là một loài chim trong họ Turdidae.